# 직능대표제
직능대표제(職能代表制)는 직업별로 선거인단을 조직하여 의회에 그 대표자를 내보내는 선거제도이다.
사회계층이나 직업을 고려하지 않고 지역을 기초로 선거인단을 조직하여 대표자를 선출하는 지역대표제는 진정한 국민대표일 수 없다는 입장에서 이 제도가 주장되었다. 20세기에 각종 직능단체가 확대되고 그 규모도 커지자 지역보다는 동일 직능 내에서의 공동이익이 강하게 제기되고 노사대립이나 단체 상호간의 경쟁이 격화되면서 근대 대의제를 수정할 필요성이 대두되었다. 바이마르헌법하의 독일과 제2차 세계대전 후의 프랑스 '국가경제회의'가 직능대표제의 한 전형이다.
그러나 어떠한 합리적인 방법으로 직능대표를 선출할 것인가가 문제가 된다. 또한 완전히 이해관계가 대립된 대표자들이 어떻게 타협하여 의견의 일치를 볼 수 있는가도 문제이다. 따라서 현실적으로 직능대표제는 한계를 가지고 있다.

## 같이 보기
- 다수대표제
- 소수대표제
- 비례대표제